# Cantone di Lens
Il Cantone di Lens è una divisione amministrativa dell'Arrondissement di Lens.
È stato costituito a seguito della riforma approvata con decreto del 24 febbraio 2014, che ha avuto attuazione dopo le elezioni dipartimentali del 2015.

## Composizione
Comprende i 3 comuni di:
- Annay
- Lens
- Loison-sous-Lens